# Manfred von Richthofen
Pour les articles homonymes, voir Manfred von Richthofen (homonymie) et Le Baron Rouge.
Manfred Albrecht, Freiherr von Richthofen, né le 2 mai 1892 à Breslau et mort le 21 avril 1918 à Vaux-sur-Somme, est un aviateur allemand devenu une légende de l'aviation de la Première Guerre mondiale. À l'époque, il était connu en France sous les surnoms de « Baron rouge » ou de « Diable rouge », mais depuis, le surnom donné par les aviateurs britanniques (« the Red Baron » soit « le Baron rouge ») a fini par s'imposer au point de remplacer en popularité son nom authentique.
Avec quatre-vingts victoires confirmées, selon le système de comptage allemand, il est l'as des as de l'aviation allemande de la Première Guerre mondiale. Hauptmann dans la célèbre Jasta 11, sa célébrité est liée à celle de son Fokker Dr.I Triplan peint en rouge vif au lieu des traditionnelles couleurs de camouflage, d'où son surnom. Il a pour frère cadet Lothar von Richthofen, autre pilote chevronné de l'armée de l'air allemande.

## Biographie

### Une jeunesse active
Manfred von Richthofen naît à Kleinburg, près de Breslau, en province de Silésie, dans une famille aristocratique prussienne. Il est le deuxième des quatre enfants de l'officier de cavalerie Albrecht baron von Richthofen (1859 – 1920) et de la baronne Kunigunde von Schickfus (1868 – 1962), descendante d'une grande famille de la branche des Falkenhausen. Il a deux frères Lothar (1894 – 1922) également pilote de chasse, Karl-Bolko (1903 – 1971) et une sœur Élisabeth (1890 – 1963). À l’âge de neuf ans, Manfred s'installe avec sa famille à proximité de Schweidnitz (Świdnica). Une fois ses études terminées à l’école de Schweidnitz, Manfred commence une formation militaire alors qu'il n’est âgé que de 11 ans. Après avoir achevé sa formation de cadet en 1911, il rejoint une unité d'uhlans de cavalerie, le 1er régiment d'uhlans.
Lorsque la Première Guerre mondiale éclate, Richthofen, qui a 22 ans, sert comme officier de cavalerie, participant à des reconnaissances sur le front de l'Est et sur le front de l'Ouest. Les missions traditionnelles de la cavalerie (reconnaissance, percée et exploitation, freinage…) étant devenues difficiles en raison des tranchées et des barbelés, les uhlans sont utilisés dans l'infanterie.
Déçu de ne pas participer plus souvent à des opérations de combat, Richthofen demande sa mutation dans la Luftstreitkräfte, la nouvelle force aérienne de combat, un corps précurseur de la Luftwaffe. Sa demande est acceptée et il rejoint cette unité à la fin de mai 1915. Le 1er octobre 1915, alors âgé de 23 ans, le lieutenant Manfred von Richthofen, se rendant par train spécial à Metz, rencontre l'as de l'époque Oswald Boelcke dans le wagon-restaurant. Les récits de combats aériens impressionnent tant Richthofen qu'il décide de devenir lui aussi pilote d'avion de chasse.

### Une brillante carrière
Formé par Oswald Boelcke, Manfred von Richthofen apprend rapidement à piloter et s’entraîne à la chasse aérienne. À la mort de Boelcke, il lui succède à la tête de l'escadre de chasse Jagdgeschwader I surnommée le Fliegender Zirkus — cirque aérien ou cirque volant. Bien que la propagande allemande en ait fait un maître qui excelle dans la tactique et le combat aérien dès le début de sa carrière, Manfred von Richthofen a détruit un certain nombre d'avions et passe pour un maladroit avant d'entamer une carrière fulgurante. Jusqu'à la fin de 1916, il pilote un Albatros D.II à bord duquel, par exemple, le 23 novembre 1916, il tue l'as britannique Lanoe Hawker. Dès qu'un avion est abattu, il se pose rapidement et saute dans une voiture pour aller voir l'appareil. Tel un chasseur, il découpe avec son couteau un morceau de l'empennage en toile, de préférence avec le numéro d'immatriculation de l'appareil, et l'envoie à sa mère qui accroche ces trophées sur les murs de sa chambre. Pour chacune de ses victoires, il commande chez l'un des meilleurs orfèvres de Berlin un petit gobelet en argent sur lequel il fait graver la date et le type de l'appareil abattu.

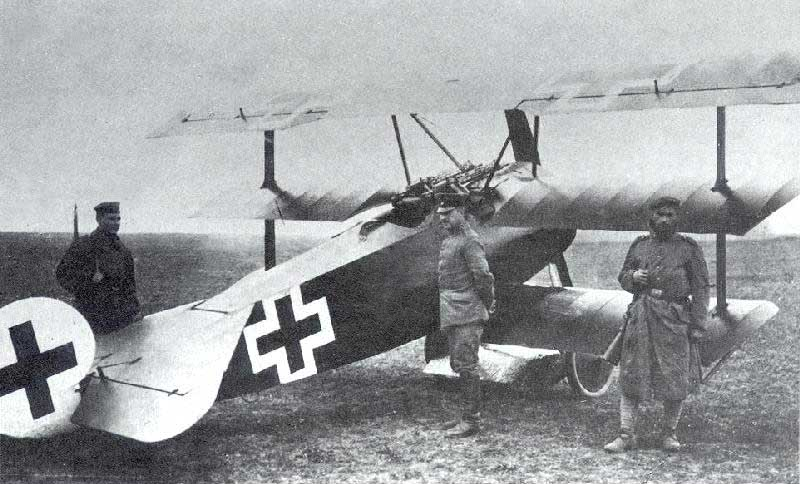
Un des Fokker Dr.I de Manfred von Richthofen, en 1917 ou 1918. Celui-ci est de couleur rouge.

En janvier 1917, il abandonne l'Albatros D.II pour le D.III, le modèle suivant dans la série des biplans de chasse Albatros. Son premier vol avec cet avion, auquel il a donné la couleur rouge, a lieu dans le ciel de Flandre, le 23 janvier 1917. En faisant peindre son avion en rouge vif, il ne cherche pas à se distinguer, mais agit par stratégie : le principe étant de laisser un avion très visible voler en solo à basse altitude pendant que le reste de l'escadrille restait caché dans la couverture nuageuse, avant de fondre sur l'ennemi qui aurait accroché l'avion paraissant solitaire. À la fin de ce même mois, pour son 16e succès, il reçoit la médaille de l'ordre Pour le Mérite, la plus haute distinction dans l'armée allemande à l'époque. Au printemps 1917, le général en chef Erich Ludendorff lui accorde une permission pour qu'il écrive son autobiographie. Ouvrage de propagande destiné à en faire un héros présenté comme le « chevalier du ciel », il est en fait écrit en grande partie avec l'aide du journaliste Erich von Salzmann. Durant le seul mois d'avril 1917, il abat vingt avions britanniques, portant le total de ses victoires à 52 appareils ennemis. À la fin du mois de juin, il change à nouveau d'avion pour piloter un Albatros D.V. Le 6 juillet de la même année, il est sévèrement touché à la tête. Cette blessure lui laisse des séquelles, son comportement est affecté par des nausées et des maux de tête.
Ce n'est qu'en octobre 1917, après sa période de convalescence, qu'il change d'appareil pour passer sur le triplan qui le fait entrer dans la légende, le Fokker Dr.I, avec le surnom de « Baron Rouge ».
Les dirigeants allemands craignent que sa mort, en quelque sorte inévitable s'il continue à piloter, ne produise un effet néfaste sur le moral des troupes et de la population allemande. Malgré les pressions, il refuse de se retirer du front alors que d'autres tombent sur le champ de bataille.

### Sa dernière mission

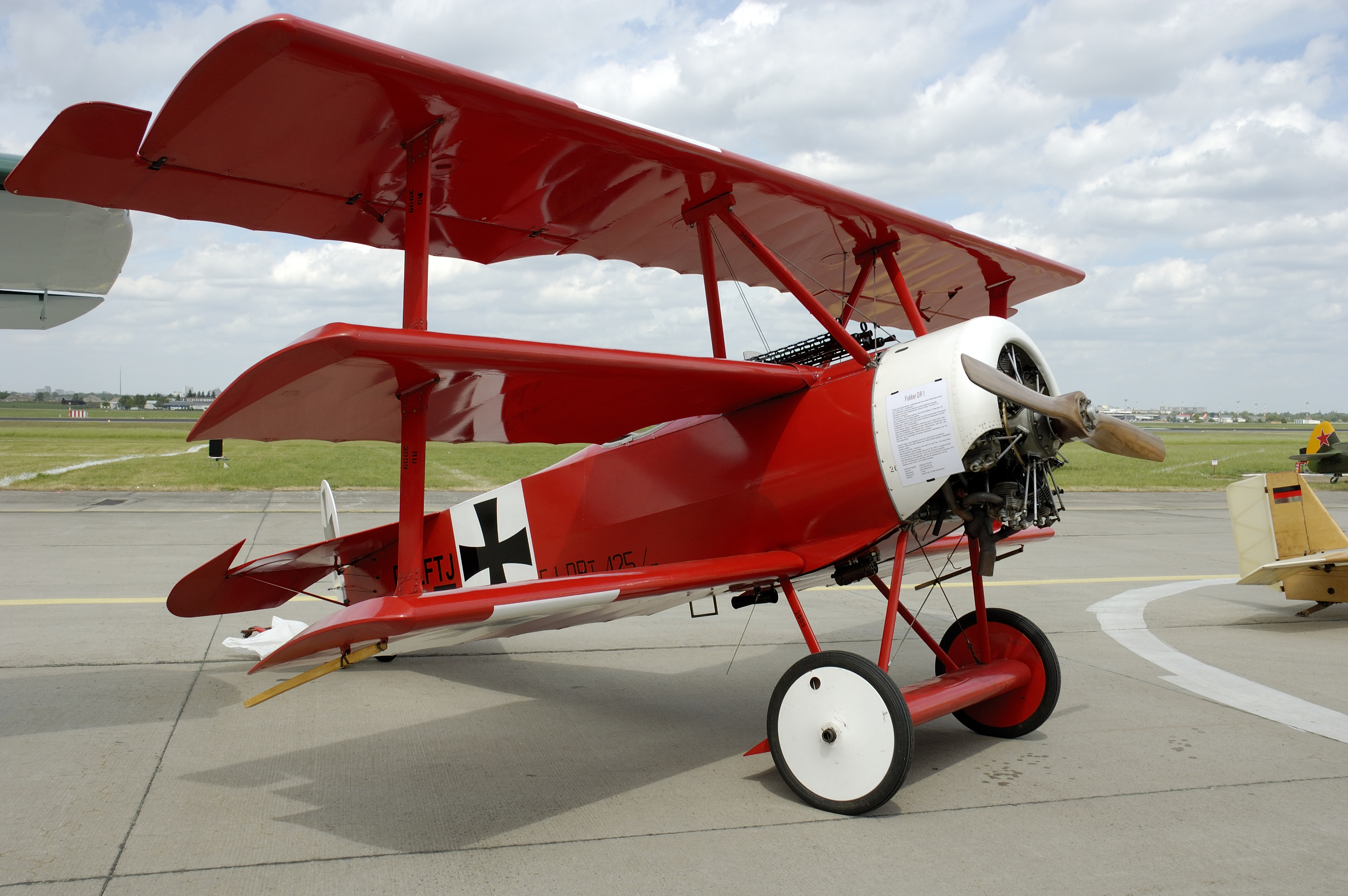
Fokker Dr.I peint aux couleurs de Manfred von Richthofen.

Le 21 avril 1918, après avoir décollé du terrain de Cappy avec neuf autres pilotes parmi lesquels son cousin Wolfram von Richthofen dont c'était l'une des premières missions, son escadrille rencontra les Sopwith Camel de l'escadrille 209 de la Royal Air Force. Le jeune lieutenant canadien Wilfrid May vit que Wolfram von Richthofen restait, comme lui, à l'écart de la bataille, et le prit en chasse. Voyant son cousin menacé, Manfred von Richthofen poursuivit à son tour Wilfrid May, dont la mitrailleuse s'était enrayée et qui cherchait à son tour à s'éloigner. C'était généralement la technique habituelle de Richthofen de rechercher les avions en difficulté puis de les prendre en chasse. Cependant il prenait aussi soin, depuis des années, de ne pas aller au-dessus des lignes ennemies, ce qu'il fit pourtant ce jour-là. On suppose qu'il était peut-être plus fatigué que d'habitude, ou bien que la bataille aérienne s'était insensiblement déplacée vers l'ouest, au-dessus des lignes alliées. Voyant le triplan de Manfred von Richthofen en train d'attaquer May, le capitaine Arthur Roy Brown, autre pilote canadien, décida de le poursuivre à son tour, et bientôt les trois avions se trouvèrent à très basse altitude juste à l'ouest de la zone morte entre les deux fronts. Richthofen cessa alors sa poursuite, mais il semble qu'il ait alors mal évalué sa position exacte, car quand il fit demi-tour pour revenir vers la zone allemande, il survola l'une des portions les mieux défendues de la Somme.
Le triplan se posa intact. Richthofen succomba à ses blessures quelques secondes plus tard, non sans avoir soupiré « Kaputt » (« foutu ») en désignant son avion. Tous ces faits sont remis en question et les véritables circonstances demeurent floues. Bien que le tir qui lui fut fatal n'ait jamais été attribué officiellement, Arthur Roy Brown et les tirailleurs australiens situés au sol revendiquèrent cette victoire. D'après les analyses balistiques menées récemment, recoupées avec des courriers et documents de l'époque, le Baron rouge aurait été abattu par une mitrailleuse de batterie antiaérienne située à 550 mètres sur sa droite, vingt secondes avant son atterrissage, car la balle est entrée sur le côté droit pour ressortir sous le mamelon gauche, et était suffisamment ralentie pour ne pas le tuer sur le coup et ne pas ressortir de sa combinaison de vol. L'avion de Brown étant trop proche, et surtout de dos, sa position est incompatible avec le tir fatal. Par élimination d'autres batteries ayant tiré de face, il ne reste vraisemblablement que la vieille mitrailleuse Vickers de Cedric Popkin ou celle de « Snowy » Evans, jeunes soldats australiens qui firent chacun feu sur le triplan de l'Allemand. Dans le cas de Popkin, la dernière tentative, de loin et sur la droite, quand l'avion a ressurgi de derrière une colline, pourrait bien avoir été la bonne.
Le documentaire de 2002, The Death of the Red Baron, de la série Unsolved history, indique que le Baron rouge n'avait qu'un seul impact dans la poitrine, qu'une seule balle l'avait tué. C'était un tir venant de la droite qui est ressorti par le côté gauche. Il n'a pu provenir d'une mitrailleuse d'avion ou antiaérienne, car leurs balles de type « 303 », très puissantes avec une vitesse supersonique et un centre de gravité qui les rendait instables à l'impact et tournoyantes dans le corps afin de déchirer les organes internes auraient instantanément créé une onde de choc qui l'aurait tué en vol ou l'aurait rendu immédiatement inconscient, l'empêchant de poser son appareil. La balle provenait d'un fusil. En 1935, le sergent Popkin écrivit une lettre avec une carte indiquant les derniers lacets de l'avion à un officier de guerre australien. Il indiqua avoir tiré de face et que l'avion a soudainement chuté. Il a alors cru l'avoir touché, mais son témoignage l'élimine. En procédant par élimination, avec des images de synthèse puis du matériel laser utilisé de nuit sur un avion cible, le documentaire démontre que le tireur ne fut pas un aviateur, le capitaine Brown, ni les autres tireurs au sol qui étaient Popkin et Buie, dont on a aussi les photos. Ce fut un quatrième posté près de Buie, un soldat ordinaire dénommé « Snowy » Evans, un Australien qui était bien à la droite du Baron lorsqu'il est passé, dont on n'a aucune photographie et qui est mort en 1925.

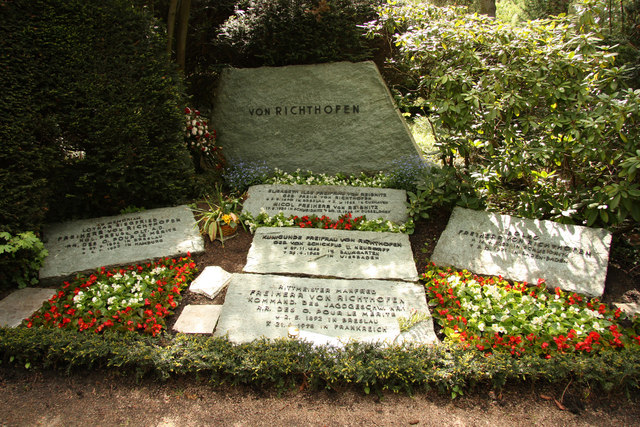
Sépulture familiale de Manfred von Richthofen à Wiesbaden.

L'officier responsable, le major David Blake, suggéra que le baron avait été tué par une batterie antiaérienne vu les blessures constatées lors de l'autopsie. Avec l'accord des hautes instances militaires, Blake prépara alors des funérailles complètes par respect pour l'as. Manfred von Richthofen fut enterré au cimetière du village de Bertangles près d'Amiens, avec les mêmes honneurs militaires que les pilotes alliés, le 22 avril 1918. Mais en 1919 le cercueil de von Richthofen est transféré au cimetière militaire allemand de Fricourt, toujours dans la Somme. En 1925, la famille Richthofen confie à son jeune frère, Bolko, la mission de rapatrier le cercueil en Allemagne. Après l'autorisation de la France, son cercueil passe le Rhin le 16 novembre 1925 et est accueilli par une foule recueillie à Kehl. Le cercueil est alors conduit à l'Invalidenfriedhof, cimetière militaire de Berlin. À partir de 1945, il se retrouve dans le secteur Est de l'ancienne capitale du Reich et, craignant que la tombe ne soit plus entretenue, le fils de Bolko, Hartman, effectue des démarches auprès des autorités de l'Allemagne de l'Est. Au printemps 1975, l'autorisation est enfin donnée pour le transfert de la sépulture et von Richthofen est enterré à Wiesbaden dans le caveau familial auprès de sa mère et de sa grand-mère, au cimetière du Sud (Südfriedhof).

## Postérité

### Mythe du chevalier du ciel

Insigne de la Taktische Luftwaffengruppe « Richthofen ».

À sa mort, le commandement de l'escadre de chasse Jagdgeschwader I surnommée le Fliegender Zirkus — cirque aérien ou cirque volant — est repris par Wilhelm Reinhard puis en juillet 1918 par Hermann Göring qui poursuit le culte de Richthofen commencé dès son vivant (notamment à travers les films du constructeur aéronautique Anthony Fokker) et tire profit de la notoriété du Baron rouge pour sa propre carrière qui culminera sous le régime nazi.
Sa mère, la baronne Kunigunde von Richthofen, a fondé dans sa maison natale de Świdnica un muséum Richthofen financé par les nazis : parmi les cinq pièces, il y avait sa chambre qui exposait sur ses murs les numéros d'immatriculation qu'il avait découpés sur les appareils de ses ennemis.
Manfred von Richthofen est devenu l'incarnation du « chevalier du ciel » qui, comme ses lointains ancêtres, « est loyal, animé d'un souci de respecter l'ennemi peu commun en ces temps de violence et de haine exacerbées ». L'historien Joachim Castan qui a eu accès aux archives inédites de la famille von Richthofen, notamment au journal intime de sa mère la baronne Kunigunde von Richthofen, démonte la façon dont le mythe s'est construit autour de ce militaire, toujours glorifié par la Bundeswehr et l'escadre Taktische Luftwaffengruppe « Richthofen » auprès de l'OTAN. Il révèle un homme sans scrupules dont le désir de victoires s'est transformé en chasse à l'homme qui l'a amené à être impitoyable avec ses adversaires. La propagande le présente comme un homme qui épargne ses ennemis après les avoir aimablement invités à atterrir alors qu'en réalité il n'hésite pas à les achever d'une balle dans la tête.
Ce mythe est tel que plusieurs escadres de chasse allemandes portent son nom :
- Jagdgeschwader « 132 Richthofen » (1er avril 1935 – 1er novembre 1938) : première escadre de la Wehrmacht baptisée ainsi par Hitler[17]
- Jagdgeschwader « 131 Richthofen » (1er novembre 1938 – 1er mai 1939) : unité de la Luftwaffe
- Jagdgeschwader « 2 Richthofen »  (1er mai 1939 – 7 mai 1945) : unité de la Luftwaffe
- Jagdgeschwader « 71 Richthofen » (6 juin 1959) : première escadre allemande d’avions de chasse à réaction

Il est également repris dans la culture populaire (en).

### Postérité du surnom «Baron rouge»
- « Le Baron rouge » était un des surnoms donnés au pilote de Formule 1 Michael Schumacher, en raison de sa nationalité allemande, de sa voiture rouge, couleur traditionnelle de l'écurie pour laquelle il courait, Ferrari (de 1996 à 2006), et du nombre impressionnant de ses victoires en Grand Prix.
  - Dans les albums de Michel Vaillant L'Épreuve et 100 000 000 $ pour Steve Warson, le pilote allemand, qui rappelle beaucoup Schumacher, s'appelle von Richthofen.
- Le Baron rouge apparaît dans Wings of War – Famous aces, un jeu de plateau sur l'aviation durant la Première Guerre mondiale.
- Le Baron Rouj' (Da Krimson Barun en VO) est le surnom d'un pilote de chasseur Ork dans l'univers du jeu de figurines Warhammer 40,000.
- Le Baron rouge est aussi un bar dans le 12e arrondissement de Paris.
- Dans la série télévisée japonaise Super Robot Red Baron (en), Red Baron est le robot de combat rouge employé par les héros.
- Dans le jeu vidéo League of Legends, une modification de l'apparence très populaire du personnage Corki, aviateur, se nomme Baron Rouge.
- Le Baron rouge est une chanson du groupe de power metal Sabaton faisant partie de l'album The Great War sorti en 2019.
- Paul-Henry Gendebien, président du Rassemblement wallon, fut surnommé par des médias hostiles le Baron rouge pour ses idées de gauche.

### Lieux de mémoires
- Vaux-sur-Somme : sur la route départementale 1, entre Corbie et Bray-sur-Somme, sur le territoire de la commune de Vaux-sur-Somme, un panneau explicatif rappelle la carrière et la mort du « Baron rouge » à proximité de l'endroit où son avion fut abattu ; sur la route départementale 233, à l'entrée du village en venant de Corbie, une œuvre d’art contemporaine lui fait écho sous forme d'anamorphose[18]
- Fricourt : dans le cimetière militaire allemand de Fricourt, on peut encore voir l'emplacement de sa tombe. Un panneau explicatif retrace la carrière de l'aviateur allemand.

## Dans les arts et la culture populaire

### Filmographie

#### Cinéma
- 1927 : Richthofen réalisé par Kertesz et Peter Joseph, joué par Carl Walther Meyer.
- 1966 : On voit le Baron rouge faire une courte apparition, sous les traits de Carl Schell (de), dans le film britannique de John Guillermin Le Crépuscule des aigles.
- 1970 : Ingo Mogendorff incarne le Baron Rouge dans Darling Lili de Blake Edwards.
- 1971 : Le Baron rouge retrace aussi son histoire, avec John Phillip Law dans le rôle de Manfred von Richthofen.
- 1975 : Dans La Kermesse des aigles, Waldo Pepper (Robert Redford) affronte un as allemand Ernst Kessler qui n'est pas sans rappeler Manfred von Richthofen de par le nombre de victoires obtenues et le Fokker triplan, à la différence qu'au lieu de peindre son avion en rouge, Ernst Kessler l'avait fait peindre de manière à le faire ressembler à une grosse guêpe. Il rappelle surtout l'as allemand Ernst Udet qui survécut à la guerre et tourna plusieurs films d'aviation.
- 1992 : Porco Rosso, aviateur émérite et solitaire d'Hayao Miyazaki semble fortement inspiré du personnage du Baron Rouge et du sens moral qu'on lui prête.
- 2007 : Baron Rouge de Nikolai Müllerschön (en) avec Matthias Schweighöfer dans le rôle de Manfred von Richthofen où, tombé amoureux, le Baron rouge doit faire face à l'image que la propagande donne de lui.

#### Télévision

##### Série
- 1968 : 
  - Le personnage de Max le Rouge est aussi une allusion au célèbre pilote dans le dessin animé Les Fous du volant.
  - Un clin d’œil est fait au Baron rouge dans l'épisode 37, Sky Blue Pink du dessin animé La Panthère rose.
- 1992 : Dans la série animée L'Île aux Ours de 1992 et réalisée par Jacques Peyrache, un des personnages secondaires pilote un avion rouge et blanc et est appelé « Le Baron rose ». Évidemment, ce personnage doit faire référence au célèbre Baron rouge.
- 1995 : Dans les épisodes 15 et 16 de la série Space 2063, les Chigs, extraterrestres ennemis des humains, opposent aux forces terriennes un chasseur expérimental capable d'abattre des escadrilles entières à lui tout seul. Le pilote de cet appareil, même s'il n'est jamais visible à l'écran, est surnommé Chiggy « von Richthofen » par ceux qui doivent le combattre.
- 2008 : Le baron Rouge apparait sous le traits d'un alter-ego le Baron Hans von Hammer dans Batman : L'Alliance des héros dans l'épisode 4 de la saison 2 Aquaman se met au vert !
- 2010 : Le Baron Rouge est évoqué brièvement dans la série Tower Prep (saison 1 épisode 9) en 2010.

### Littérature

#### Bande dessinée
- 1950 : Dans Peanuts (1950) de Schulz, Snoopy s'imagine régulièrement comme étant l'« as de la Première Guerre mondiale », ayant le Baron rouge comme ennemi juré.
- 1980 : Le Baron rouge apparaît dans l'une des histoires courtes qui forment l'album Les Celtiques  de 1980 dans la série Corto Maltese d'Hugo Pratt. Sa mort y est décrite comme étant le fait d'un tireur en état d'ébriété.
- 2010 : Le Baron rouge ; Par-delà les lignes, bande dessinée de George Pratt, Vertigo, Panini Comics, 2010 pour la version française (D.C. comics, 1990 pour la VO). C'est le retour, en 1969, de von Richthofen sur sa vie, la mort, l'honneur et la guerre. Mis en perspective grâce à un journaliste ayant lui-même vécu une guerre, des citations de Stephan Zweig, Rudyard Kipling, Rainer Maria Rilke…

#### Roman
- Le personnage de Manfred von Richthofen est repris par Kim Newman dans son livre Anno Dracula 1918 : Le Baron rouge sang de 1992.
- Même s'il n'en est pas directement le personnage principal, le Baron Rouge occupe une place importante dans le roman d'Henri-Frédéric Blanc La Mécanique des anges paru aux éditions du Rocher en 2004.

### Personnages inspirés
- Dans l'anime Mobile Suit Gundam et ses suites, Char Aznable est largement inspiré de von Richthofen : non seulement il est redouté pour ses talents de pilotes, mais il est surnommé « La Comète rouge » à cause de son robot de combat peint de la même couleur[19].
- Tanya Von Degurechaff de Saga of Tanya The Evil en est inspiré. Elle est en effet surnommée « Le Diable du Rhin » par ses ennemis et est reconnu comme étant une mage émérite au sein de son armée grâce à son énorme tableau de chasse.

### Jeux vidéo
- Red Baron (« Baron rouge » en anglais) est le nom d'un simulateur de vol de combat de la Première Guerre mondiale. Développé par Keith Hunt et édité par Lothlorien en 1983, ce jeu ne connut aucune suite.
- Red Baron est aussi le titre d'une série de simulateurs de vol de la Première Guerre mondiale, mais sans rapport avec le précédent :
  - Red Baron, édité par Sierra en 1991.
  - Red Baron 2, édité par Sierra en 1997.
  - Red Baron 3D, édité par Sierra en 1998.
- Hunt for the Red Baron, édité par Fiendish Games en 2000, suivi d"un addon Red Ace Squadron en 2001.
- Manfred von Richthofen est l'un des héros de Empire Earth, un jeu de stratégie en temps réel édité en 2001 par Sierra.
- Le nom de Red Baron est aussi emprunté dans Grand Theft Auto San Andreas, dans la mission Supply Line pour un petit avion ayant pour but d'éliminer les rivaux de Zéro.
- Un homonyme du nom d'Edward Richtofen apparaît dans la série Call of Duty notamment Call of Duty : World at war ou Call of Duty : Black Ops ou il apparaît dans les cartes zombies « Shi no numa », « Der riese » (qui se joue notamment aux alentours de Breslau, le lieu de naissance de celui-ci), « Kino der toten », « Ascension », « Call Of The Dead », « Shangri-La » et « Moon » ; et dans Call of duty : Black Ops II ou on peut entendre la voix d'Edward Richtofen dans la carte « Green Run », « Die Rise », « Burried » et "Origins" du mode de jeu Zombie. Le personnage de Richtofen est également présent dans Call of Duty : Black Ops III ou il est un personnage jouable dans la carte "Der Eisendrache", "Zetsubu no Shima", "Gorod Krovi", "The Giant" ainsi que dans "Revelations".
- Dans le jeu en ligne League of Legend, le champion Corki, Artilleur téméraire, a pour skin (non disponible), l'avion du Baron rouge.
- Dans le jeu vidéo Toy Soldiers, il est possible de piloter le fameux triplan rouge qui porte le nom de Baron rouge, surnom de Manfred von Richthofen.
- Le simulateur de vol sur la Première Guerre mondiale Wings, édité par Cinemaware en 1991, parle régulièrement du Baron Rouge dans les narrations entre les phases d'action.
- Dans le jeu Battlefield 1, l'édition Deluxe donne accès au joueur à plusieurs accessoires à son effigie, cosmétiques utilisables en multijoueur.
- Dans le jeu Sly 3, un personnage porte le nom de baron noir et est un pilote de biplans, référence au baron rouge.

### Musique
- Iron Mask, groupe de power metal belge, a sorti son troisième album portant le nom Shadow of the Red Baron (qui est aussi un titre sur l'album).
- Barón Rojo est un groupe majeur de heavy metal espagnol.
- Red Baron est le titre d'un morceau de jazz de Billy Cobham, dans son album Spectrum.
- Red Baron est le titre d'un morceau de heavy metal du groupe Iced Earth, dans leur album The Glorious Burden.
- Snoopy vs the Red Baron (en) est une chanson des Royal Guardsmen (en), un groupe californien, de 1966.
- Baron Rouge fut un groupe new wave indus de la scène alternative parisienne des années 1980. Un album autoproduit en 1986.
- Hey Baron Rouge est le titre d'un morceau du groupe rock belge Gangsters d'Amour, dans son album Les Gangsters d'Amour ne mentent jamais.
- Red Baron est le titre d'un morceau du groupe de death metal God Dethroned, dans son album Under the Sign of the Iron Cross.
- Red Baron of WW3 est le titre d'un morceau du producteur de musique électronique Gramatik, dans son album No Shortcuts.
- Le Baron Rouge apparaît sur la pochette de l'album Led Zeppelin II du groupe britannique Led Zeppelin.
- « Maison Baron Rouge » est un label créé par le rappeur français Sch[20].
- The Red Baron est une chanson du groupe de power métal suédois Sabaton, publiée en 2019 sur leur album The Great War[21]
- Death Or Glory est une chanson du groupe de heavy metal britannique Iron Maiden, publiée en 2015 sur leur album double The Book of Souls[22]
- Barão Vermelho est un groupe pop-rock des années 70 brésilien

### Documentaire
- Le Baron rouge. Manfred von Richthofen, documentaire de Peter Moers (de), Allemagne, 2015.